# Zabłocie (sielsowiet Szczomyślica)
Zabłocie (biał. Забалацце, ros. Заболотье) – wieś na Białorusi, w obwodzie mińskim, w rejonie mińskim, w sielsowiecie Szczomyślica.
W pobliżu Zabłocia znajduje się przystanek kolejowy Ptycz na linii Moskwa - Mińsk - Brześć.